# Siemowo

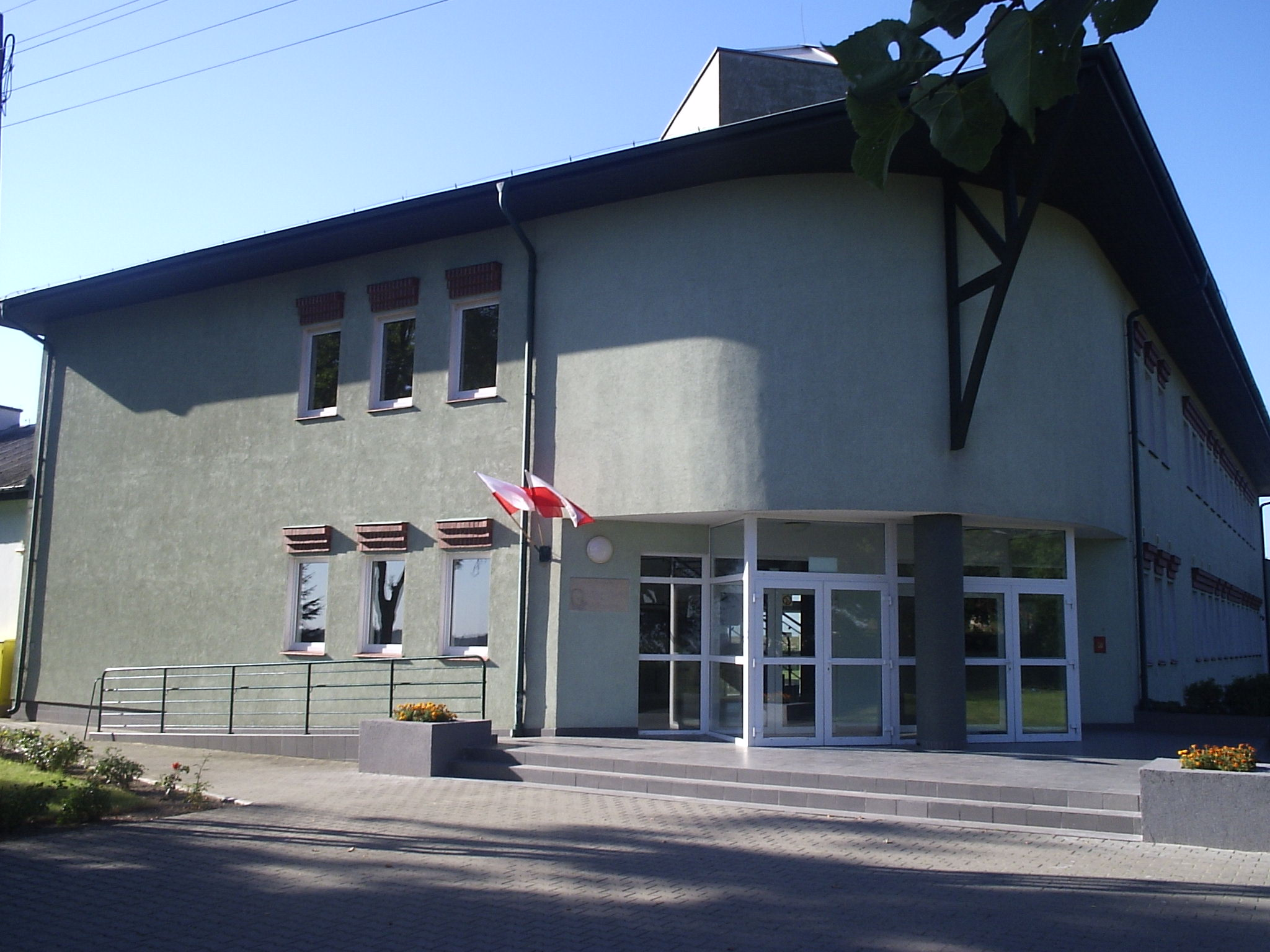
Szkoła Podstawowa im. Jana Pawła II

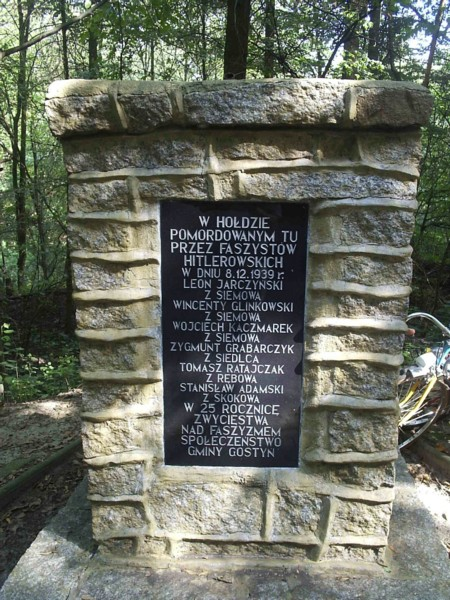
Pomnik na Klonach w miejscu stracenia mieszkańców ziemi gostyńskiej, w tym trzech mieszkańców Siemowa

Siemowo – wieś w województwie wielkopolskim, w powiecie gostyńskim, w gminie miejsko-wiejskiej Gostyń.

## Historia
Miejscowość pierwotnie związana była z Wielkopolską. Ma metrykę średniowieczną i istnieje co najmniej od początku XII wieku. Wymieniona w łacińskim falsyfikacie dokumentu z 1181 wydanego ok. 1230 „Semouo”, 1258 „Semovo”, 1294 „Zemovo”, 1365 „Siemowo”, 1396 „Semowo”, 1421 „Szemowo”, 1429 „Szyemowo”, 1436 „Syemowo”.
Miejscowość była wsią kościelną należącą do opactwa benedyktyńskiego w Lubiniu. W 1530 wieś leżała w powiecie kościańskim Korony Królestwa Polskiego. Od 1421 była siedzibą własnej parafii. W 1510 leżała w dekanacie Śrem.
Miejscowość ma jednak wcześniejszą metrykę niż zachowane o niej archiwalne zapisy. Archeolodzy odkryli w bezpośrednim sąsiedztwie grodzisko pierścieniowate, wklęsłe datowane na VII-XI wiek, wykorzystywane również później, a w nim liczne znaleziska ceramiki oraz broni.
Pierwszy zachowany zapis z 1181 pochodzi z zachowanego falsyfikatu wystawionego ok. 1230 przez księcia wielkopolskiego Władysława III Laskonogiego, który wymienił wieś Siemowo w zapisie „Semouo” wśród posiadłości benedyktynów z Lubinia. Odnotowano w nim, że wieś podlega setnikowi w Kuszkowie.
W 1258 książę wielkopolski Bolesław Pobożny wymienił wśród posiadłości benedyńskich m.in. wieś Siemowo. Pod datą 1294, w falsyfikacie z 1302, wieś wymieniona została jako część posiadłości benedyktyńskich i potwierdzona przez księcia wielkopolskiego, a późniejszego króla polskiego, Przemysła II.
W 1365 Jan opat lubiński z konwentem dał Mikołajowi zwanemu Polska oraz jego potomkom sołectwo we wsi Siemowo w celu lokowania jej na prawie niemieckim. Opat dał 1,5 łana wielkiego, 3 ogrody, a sołtys dokupił połowę łana. W dokumencie określono przywileje i obowiązki sołtysa oraz mieszkańców wsi. Sołtys miał prawo posiadać karczmę, piekarnię lub stępę oraz jatkę. Od kowala i szewca miał prawo pobierać 1/3 opłat sądowych oraz w całości opłaty od rezygnacji i zeznań. Oprócz tego miał prawo paść 200 owiec poza stadem wiejskim oraz łowić zające, kuropatwy i bażanty. Był on również zobowiązany do służby dla klasztoru na koniu wartości dwóch grzywien. Mieszkańcom przyznano wolniznę na 14 lat, a po jej upływie mieli płacić klasztorowi z każdego łanu wielkiego małdrat trzech rodzajów zboża: 4 ćwiertni żyta, 2 ćwiertni pszenicy, 6 ćwiertni owsa, a także 0,5 grzywny oraz od każdego domostwa po jednej ćwiertni chmielu. Trzy razy w roku mieli orać dla klasztoru, na Wielkanoc dawać po 30 jaj, a na święto Narodzenia NMP przypadające 8 września oraz na Boże Narodzenie po 2 kurczaki z każdego łanu. Wyznaczono także terminy odprawiania sądów na trzy razy w roku, a na nich kmiecie mieli dawać dwa razy posiłek natomiast sołtys raz lub mieli zapłacić po jednym wiardunku za każdy posiłek.
W 1393 król polski Władysław II Jagiełło zwolnił od wszelkich ciężarów na rzecz króla wsie opactwa lubińskiego, które zniszczone zostały przez wrogów Królestwa Polskiego, a w tym m.in. wieś Siemowo, na tak długi czas, na jaki opat zwolni je z czynszów oraz innych świadczeń dla klasztoru lubińskiego.
Wieś wielokrotnie odnotowana została również w średniowiecznych, archiwalnych dokumentach sporządzanych w czasie procesów sądowych, w których brali udział mieszkańcy wsi. W 1396 wieś Siemowo zapłaciła karę za kradzież konia oraz pościeli. W 1421 odnotowano kmiotkę siemowską Jadwigę w procesie Marcina Podrzeckiego, który z pomocą świadków dowodził przed sądem, że nie ukradł jej 2 koni. W 1422 Tomek pełnomocnik pana Przybysława Gryżyńskiego dowodził w sporze z Janem Trzebieckim, że zabrał dwie kosy kmieciom z Siemowa na gruncie należącym do jego pana w Bojanicach.
W 1443 odnotowano spór sądowy mieszkańców Siemowa z miejscowym plebanem. Wszyscy kmiecie siemowscy pozywali Andrzeja plebana lubińskiego wzywając go aby pobierał wiardunki dziesiętne według zwyczaju panującego w diecezji poznańskiej (tzn. po jednym wiardunku od łanu). Domagali się także okazania dokumentu, na podstawie którego pleban pobierał od nich z każdego łanu po 16 groszy na co nie wyrażali zgody. W 1464 odnotowano podział majątku kmieciów siemowskich, którego dokonali Jagna Drozdowa wraz z synami Mikołajem, Andrzejem, Szczepanem, Marcinem i Stanisławem. W ramach opłaty sądowej opatowi złożono owcę dzielną. 
W 1473 odnotowano dwie sprawy jakie odbyły się przed tradycyjnym sądem gajonym. Obie dotyczyły spraw majątkowych. W pierwszej pracownik Stanisław Starosta wraz ze swoją żoną Barbarą zrezygnowali wzajemnie na swoją rzecz z dóbr majątkowych, ruchomych i nieruchomych, oraz wydali dodatkowe rozporządzenia na wypadek swojej śmierci. Druga również dotyczyła przeniesienia na siebie własności posiadanego majątku Andrzeja sołtysa w Siemowie oraz jego żony Doroty. Przy okazji tych spraw odnotowany został również skład sądu gajonego złożonego z mieszkańców wsi. Przewodził mu Tomasz opat lubiński, Piotr sołtys wsi oraz ławnicy kmiecie siemowscy Andrzej, Paweł Konopka, Szczepan Klimek, Maciej oraz Jan Krupa.
W 1583 Andrzej Chrzczonowski opat lubiński pozwany został przez dziedziczki w Miaskowie o to, że poddani opata z kilku wsi, m.in. z Siemowa, wycięli drzewa olchowe w Miaskowie oraz wywieźli je na 1000 wozów. Powódki wyceniły szkodę na „200 grzywien pieniędzy polskich”. Wieś duchowna, własność opata benedyktynów w Lubiniu pod koniec XVI wieku leżała w powiecie kościańskim województwa poznańskiego w Rzeczypospolitej Obojga Narodów.
Wskutek II rozbioru Polski w 1793 r., miejscowość przeszła pod władanie Prus i jak cała Wielkopolska znalazła się w zaborze pruskim. W okresie Wielkiego Księstwa Poznańskiego (1815-1848) miejscowość należała do wsi większych w ówczesnym pruskim powiecie Kröben (krobskim) w rejencji poznańskiej. Siemowo należało do okręgu gostyńskiego tego powiatu i stanowiło część majątku Gola, którego właścicielem był wówczas (1846) Gustaw Potworowski. Według spisu urzędowego z 1837 roku wieś liczyła 377 mieszkańców, którzy zamieszkiwali 40 dymów (domostw).

## Kalendarium
- wiek VI – pierwsze ślady istnienia osady.
- wiek VIII – na terenie dzisiejszego Siemowa istniał obronny gródek otoczony wałami zbudowanymi z zastosowaniem tzw. rusztu (konstrukcji przekładkowej).
- wiek X – w Siemowie istniał największy w Wielkopolsce gród o rozmiarach 160 × 120 m. Siemowo było wówczas ważnym ośrodkiem osadniczym spełniającym również pewne funkcje polityczne w obrębie lokalnej jednostki małoplemiennnej.
- rok 1258 – pierwsza wzmianka w źródłach o Siemowie. Wieś należała do zakonu benedyktynów z Lubinia.
- rok 1425 – pierwsza wzmianka o parafii w Siemowie.
- rok 1438 – lubiński opat Stefan wybudował w Siemowie drewniany kościół pw. św. Marii Magdaleny.
- koniec XVI wieku – w Siemowie powstała szkoła parafialna.
- rok 1663 – w czasie pożaru wsi spłonął kościół.
- rok 1684 – na pogorzelisku wybudowano nowy drewniany kościół pod tym samym wezwaniem.
- rok 1795 – po konfiskacie dóbr zakonnych dokonanej przez władze pruskie wieś przeszła na własność rządu pruskiego.
- rok 1795 – Siemowo kupił pułkownik von Krackwiz.
- rok 1799 – Siemowo wraz z pobliskim Kosowem kupił za 60 tys. talarów Andrzej Potworowski.
- rok 1829 – w Siemowie powstała szkoła katolicka. Było to konsekwencją wprowadzenia przez władze pruskie w 1825 roku powszechnego obowiązku szkolnego w Wielkim Księstwie Poznańskim.
- rok 1831 – rozparcelowano części gruntów folwarcznych i uwłaszczono chłopów.
- rok 1833 – Gustaw Potworowski znany ziemianin z Goli, twórca „Kasyna Gostyńskiego” ufundował budynek szkolny.
- rok 1862 – 13 grudnia w Siemowie urodził się Tomasz Skorupka – autor chłopskiego pamiętnika pt. „Kto przy Obrze temu dobrze”.
- rok 1869 – wybudowano nowy, ceglany budynek szkolny.
- rok 1878 – ukończono budowę nowej neogotyckiej świątyni pw. Podwyższenia Krzyża Świętego.
- rok 1930 – rozparcelowano grunty folwarku należącego do Potworowskich.
- 8 grudnia 1939 roku – w pobliskiej żwirowni w lasach w pobliżu leśnej osady Klony (pomiędzy Kosowem a Starym Gostyniem) w zbiorowej egzekucji zginęli trzej mieszkańcy Siemowa.
- rok 1940 – podczas okupacji Niemcy wprowadzili nazwę okupacyjną Leinrode.
- rok 1960 – został oddany do użytku nowy budynek szkoły podstawowej.
- W latach 1975–1998 miejscowość położona była w województwie leszczyńskim.
- rok 1999 – została oddana do użytku najnowsza część budynku szkolnego.
- rok 2002 – przeprowadzono gazyfikację wsi.

## Zabytki
- Szczątki grodziska wczesnośredniowiecznego z IX-X wieku – na północ od wsi, przy brzegu kanału Obry. Zachował się fragment wału z piasku i kamienia, pierwotnie z wejściem od północno-wschodniej strony.
- Neogotycki kościół (z II poł. XIX wieku) pw. Podwyższenia Krzyża Świętego i św. Marii Magdaleny.

## Urodzeni w Siemowie
- Franciszek Mańkowski – polski działacz związkowy i polityk, poseł na Sejm w II RP oraz na Sejm Ustawodawczy RP, członek Naczelnej Rady Ludowej[6].